# Olympische Sommerspiele 2016/Teilnehmer (Amerikanische Jungferninseln)
| Gelbes Symbol für Goldmedaillen mit stilisierten Olympischen Ringen | Graues Symbol für Silbermedaillen mit stilisierten Olympischen Ringen | Braundes Symbol für Bronzemedaillen mit stilisierten Olympischen Ringen |
| ------------------------------------------------------------------- | --------------------------------------------------------------------- | ----------------------------------------------------------------------- |
| —                                                                   | —                                                                     | —                                                                       |

Die Amerikanischen Jungferninseln nahmen an den Olympischen Spielen 2016 in Rio de Janeiro teil. Es war die insgesamt zwölfte Teilnahme an Olympischen Sommerspielen. Das Virgin Islands Olympic Committee nominierte sieben Athleten in vier Sportarten.

## Teilnehmer nach Sportarten

### Boxen
| Athleten        | Wettbewerb                    | 1. Runde     | 1. Runde | Achtelfinale | Achtelfinale | Viertelfinale | Viertelfinale | Halbfinale    | Halbfinale    | Finale        | Finale        | Rang          |
| Athleten        | Wettbewerb                    | Gegner       | Ergebnis | Gegner       | Ergebnis     | Gegner        | Ergebnis      | Gegner        | Ergebnis      | Gegner        | Ergebnis      | Rang          |
| --------------- | ----------------------------- | ------------ | -------- | ------------ | ------------ | ------------- | ------------- | ------------- | ------------- | ------------- | ------------- | ------------- |
| Männer          |                               |              |          |              |              |               |               |               |               |               |               |               |
| Clayton Laurent | Superschwergewicht über 91 kg | Erik Pfeifer | 2:1      | Tony Yoka    | 0:3          | ausgeschieden | ausgeschieden | ausgeschieden | ausgeschieden | ausgeschieden | ausgeschieden | ausgeschieden |

### Leichtathletik
Laufen und Gehen 
| Athleten               | Wettbewerb   | Runde 1 | Runde 1 | Halbfinale    | Halbfinale    | Finale        | Finale        | Rang |
| Athleten               | Wettbewerb   | Zeit    | Rang    | Zeit          | Rang          | Zeit          | Rang          | Rang |
| ---------------------- | ------------ | ------- | ------- | ------------- | ------------- | ------------- | ------------- | ---- |
| Frauen                 |              |         |         |               |               |               |               |      |
| LaVerne Jones-Ferrette | 200 m        | 23,35 s | 46      | ausgeschieden | ausgeschieden | ausgeschieden | ausgeschieden | 46   |
| Männer                 |              |         |         |               |               |               |               |      |
| Eddie Lovett           | 110 m Hürden | 13,77 s | 30      | ausgeschieden | ausgeschieden | ausgeschieden | ausgeschieden | 30   |

 Springen und Werfen 
| Athleten       | Wettbewerb | Qualifikation | Qualifikation | Finale        | Finale        | Rang |
| Athleten       | Wettbewerb | Weite/Höhe    | Rang          | Weite/Höhe    | Rang          | Rang |
| -------------- | ---------- | ------------- | ------------- | ------------- | ------------- | ---- |
| Männer         |            |               |               |               |               |      |
| Muhammad Halim | Dreisprung | ohne Weite    | ohne Weite    | ausgeschieden | ausgeschieden | –    |

### Schwimmen
| Athleten        | Wettbewerb   | Vorlauf     | Vorlauf | Halbfinale    | Halbfinale    | Finale        | Finale        | Rang |
| Athleten        | Wettbewerb   | Zeit        | Rang    | Zeit          | Rang          | Zeit          | Rang          | Rang |
| --------------- | ------------ | ----------- | ------- | ------------- | ------------- | ------------- | ------------- | ---- |
| Frauen          |              |             |         |               |               |               |               |      |
| Caylee Watson   | 100 m Rücken | 1:07,19 min | 30      | ausgeschieden | ausgeschieden | ausgeschieden | ausgeschieden | 30   |
| Männer          |              |             |         |               |               |               |               |      |
| Rexford Tullius | 200 m Rücken | 1:59,14 min | 20      | ausgeschieden | ausgeschieden | ausgeschieden | ausgeschieden | 20   |

### Segeln
Fleet Race
| Athleten    | Wettbewerb | Qualifikation | Qualifikation | Medal Race    | Medal Race    | Punkte | Rang |
| Athleten    | Wettbewerb | Punkte        | Rang          | Punkte        | Rang          | Punkte | Rang |
| ----------- | ---------- | ------------- | ------------- | ------------- | ------------- | ------ | ---- |
| Männer      |            |               |               |               |               |        |      |
| Cy Thompson | Laser      | 152           | 19            | ausgeschieden | ausgeschieden | 152    | 19   |